# Абутков, Николай Григорьевич

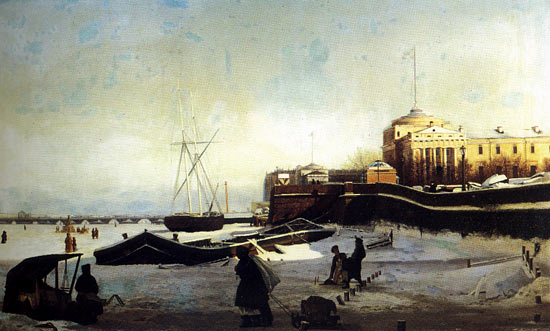
Зима. Петербургский вид. 1859 г.

Николай Григорьевич Абутков (1833—1859) — русский художник.

## Биография
Учился в Императорской академии художеств, в мастерской С. М. Воробьёва. Имел звание свободного художника. Известен как талантливый пейзажист, занимался литографией. На выставках Академии художеств представлял свои работы: в 1858 году — «Вид в окрестностях Твери», в 1859 году — «Зима. Петербургский вид» (Русский музей). Последняя была удостоена малой серебряной медали Академии художеств. Также известна его литография «Портрет швейцара Санкт-Петербургского университета В. С. Прыткова».
Умер в 1859 году в возрасте 26 лет. Похоронен на Арском кладбище Казани.
В 2010 году картина «Зима. Петербургский вид» была включена в состав выставки «Русская зима из Русского музея», прошедшей в Санкт-Петербурге, Дели и Москве.